# Вінні Аппісі
Вінсент Самсон «Вінні» Аппісі (нар. 13 вересня 1957, Бруклін, Нью-Йорк), американський рок-музикант, барабанщик, і молодший брат барабанщика Кармайна Аппісі. Найбільше відомий за співпрацею з гуртами Dio, Black Sabbath, Heaven & Hell і Big Noize.

## Кар'єра
Аппісі почав грати на барабанах у дев'ять років, і брав уроки у того ж вчителя, що і його брат Кармайн. Коли йому було 16, Аппісі і його гурт BOMF зустріли Джона Леннона у Record Plant Studios, після чого вони з'явилися на декількох записах Леннона. Він перейшов до Ріка Деррінгера, де записав альбоми Derringer (1976), Sweet Evil (1977) і Derringer Live (1977), доки не створив свій власний гурт Axis і записав альбом It's A Circus World (1978).
Аппісі приєднався до Black Sabbath у 1980 році під час туру на підтримку альбому Heaven and Hell. Незабаром він став повноправним учасником гурту, замінивши Біллі Уорда, який залишив гурт через особисті причини. Аппісі прибув на свій перший концерт з Black Sabbath на стадіоні Aloha на Гаваях з усією своєю барабанною установкою, спакованою в задній частині автомобіля. Він був змушений вчити пісні гурту на сцені, використовуючи нашвидкуруч написані ноти до кожної пісні. Раптова злива змила чорнила з нот Вінні. У 2012 році, під час інтерв'ю NAMM, заявив, що кинув зошит з нотами у натовп під час поклонів. Незабаром Аппісі з'явився на альбомах Black Sabbath Mob Rules (1981) і Live Evil (1982).
В кінці 1982 року він залишив Black Sabbath разом з вокалістом Ронні Джеймсом Діо і створив новий гурт Dio. Вони записали альбоми Holy Diver (1983), The Last in Line (1984), Sacred Heart (1985), Intermission (1986) і Dream Evil (1987). У грудні 1989 року Аппісі залишив Dio і ненадовго об'єднався з бас-гітаристом гурту Dokken Джеффом Піллсоном у гурті Flesh & Blood.
У 1990 році Аппісі приєднався до World War III, а у 1992 він повернувся до Black Sabbath для запису альбому Dehumanizer і туру на його підтримку. «Мені подобається Вінні — він класний чувак» сказав Тоні Айоммі для журналу Southern Cross. «Вінні було запропоновано залишитися у гурті, але він не зробив цього. Мені подобається як грає Вінні» Аппісі об'єднався з Dio і вони записали альбоми Strange Highways (1994) і Angry Machines (1996).
До туру у 1996 році, Аппісі грав на барабанах у Лас-Вегасі у Raven Storm, на альбомі The Storm Project, у якому також брав участь колишній звукорежисер і продюсер Dio Анджело Аркурі. Аркурі у дитинстві був другом брата Вінні.
У 2005 році Аппісі з'явився на реп-записі Circle of Tyrants, серед учасників якого також були Necro, Ill Bill, Goretex і Mr Hyde, а також Алекс Школьнік. Аппісі зіграв на двох шоу у Лас-Вегасі разом з Sin City Sinners у жовтні 2009 року. Аппісі об'єднався з колишніми колегами по Black Sabbath Ронні Джеймсом Діо, Гізером Батлером і Тоні Айоммі у 2006 році як Heaven & Hell, виступав разом з ними і записав альбом, The Devil You Know, доки у 2010 році не помер Діо.
В даний час він бере участь у шоу «Drum Wars» разом з братом Кармайном.
Його останнім проектом був гурт Kill Devil Hill, разом з Рексом Брауном, колишнім бас-гітаристом гуртів Pantera і Down, гітаристом Марком Завоном і вокалістом Дью Браггом. Однойменний дебютний альбом Kill Devil Hill вийшов 22 травня 2012 року на Steamhammer/SPV і зайняв досить високі місця у чартах.
В січні 2013 року італійський гурт Martiria повідомив, що Вінні Аппісі запише барабанні партії на їхньому новому альбомі (реліз запланований на кінець 2013 року). У 2006 Вінні працював з двома учасниками Martiria: гітаристом-композитором Енді Менаріо і автором текстів Марко Роберто Капеллі під час запису CD Dinosaurs.

## Дискографія

### З Axis
- It's A Circus World (1978)

### З Black Sabbath
- Mob Rules (1981)
- Live Evil (1982)
- Dehumanizer (1992)
- Black Sabbath: The Dio Years (2007)
- Live at Hammersmith Odeon (2007)

### З Heaven & Hell
- Live from Radio City Music Hall (2007)
- The Devil You Know (2009)
- Neon Nights: 30 Years of Heaven & Hell (2010)

### З Dio
- Holy Diver (1983)
- The Last in Line (1984)
- Sacred Heart (1985)
- Intermission (1985)
- Dream Evil (1987)
- Strange Highways (1994)
- Angry Machines (1996)
- Inferno - Last in Live (1998)

### З Rick Derringer
- Derringer (1976)
- Sweet Evil (1977)
- Derringer Live (1977)

### З World War III
- World War III (1990)

### З War & Peace
- The Flesh & Blood Sessions (1999 / 2013)

### З Raven Storm
- The Storm Project (2001)

### З Mark Boals
- Edge of the World (2002)

### З Power Project
- Dinosaurs — Powerzone Record (2006)

### З 3 Legged Dogg
- Frozen Summer (2006)

### З Kill Devil Hill
- Kill Devil Hill (2012)

### Suncrown
- Children of the Sea (Black Sabbath cover, feat. Vinny Appice)  (2012)